# Poiana Sibiului (gmina)
Poiana Sibiului – gmina w Rumunii, w okręgu Sybin. Obejmuje tylko jedną miejscowość Poiana Sibiului. W 2011 roku liczyła 2548 mieszkańców.